# Knut Olav Åmås
Knut Olav Åmås (ur. 19 stycznia 1968 w Mo i Rana) – norweski pisarz i dziennikarz.

## Życiorys
W 1996 ukończył studia na wydziale filozofii, a w 2005 obronił pracę doktorską na Uniwersytecie w Bergen. Był dziennikarzem w magazynie "Bergen Tidende" oraz redagował wydawnictwa na uczelni w Bergen. Od 1996 do 2001 redagował czasopismo "Universitetsforlaget", a od 2001 do 2006 "Samtiden". W 2004 zaczął pisać recenzje książek i komentarze dotyczące kultury do sobotnich wydań dziennika "Dagbladet", a rok później również w dzienniku "Aftenposten". W 2006 zajął się prowadzeniem wywiadów, a w 2008 powierzono mu stanowisko redaktora działu kultury.
Jest autorem, redaktorem i tłumaczem książek z dziedziny filozofii, historii i rozpraw dotyczących seksualności człowieka. W 2000 napisał biografię austriackiego filozofa Ludwiga Wittgensteina, a w 2004 książkę "Mit liv van draum", która jest biografią poety Olava H. Hauge, a która była również pracą doktorską pisarza. Otrzymał za nią w 2005 nagrodę literacką Melsom-prisen fundacji Samlaget, nagradzającą propagatorów literatury i czytelnictwa. W 2006 nagrodzono przez Norsk Tidsskriftforening pisane przez niego wraz z Cathrine Sandnes materiały publikowane w "Samtiden". Jego praca dziennikarska została nagrodzona przyznaniem w 2007 głównej nagrody dziennikarskiej. Pełnił funkcję edytora norweskiej „Who is who”, która ukazała się jesienią 2008.

## Twórczość
- 2008: "Hvem er hvem?" pod redakcją Knuta Olava Åmåsa
- 2008: "Norge, en diagnose" pod redakcją Knuta Olava Åmåsa
- 2007: "Verdien av uenighet - Debatt og dissens i Norge" wywiad prowadzony przez Knuta Olava Åmåsa
- 2007: "Livet med kreft" pod redakcją Knuta Olava Åmåsa
- 2005: "Venner for livet, lesebok om vennskap" pod redakcją Knuta Olava Åmåsa
- 2004: "Mitt liv var draum" autor
- 2001: 'Norsk homoforskning" redagowane przez Knuta Olava Åmåsa wspólnie z Marianne Brantsæter, Turid Eikvam i Reidar Kjær
- 2000: "Ludwig Wittgenstein" autor
- 2000: 'Elsk meg litt, elsk meg lenge. Homofil kjærlighet i hundre år" pod redakcją Knuta Olava Åmåsa
- 1994: "Wittgenstein and Norway" pod redakcją Knuta Olava Åmåsa wspólnie z Kjell S. Johannessen i Rolf Larsen
- 1994: "Det stille alvoret. Ludwig Wittgenstein i Norge 1913–50" autor